# Urne (Heraldik)
Die Urne ist in der Heraldik eine gemeine Figur und kann in allen heraldischen Farben im Wappen sein.
Die Form des Behältnisses als Bestattungsurne reicht von schmal und schlank bis breit und flach oder bauchig gedrungen. Eine einheitliche Darstellung ist in der Heraldik nicht erkennbar. Nur selten befinden sich andere Wappenfiguren im selben Wappenfeld wie die Urne. Die Bemalung der Urne, wenn vorhanden, ist in der Wappenbeschreibung zu erwähnen. Ein Deckel oder Henkel auf oder an dem Gefäß ist zu melden.
Die Wahl der Urne als Wappenfigur symbolisiert die prähistorischen Bodenfunde dieses Gefäßes in der Region. Auch ein Steinpackungsgrab oder Urnengrab (Urnenfelderkultur) ist ein Anlass zur Aufnahme ins Wappen.

Schwissel
Zilshausen
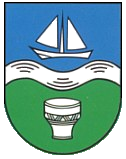
Bützfleth
Twedt
Hemdingen
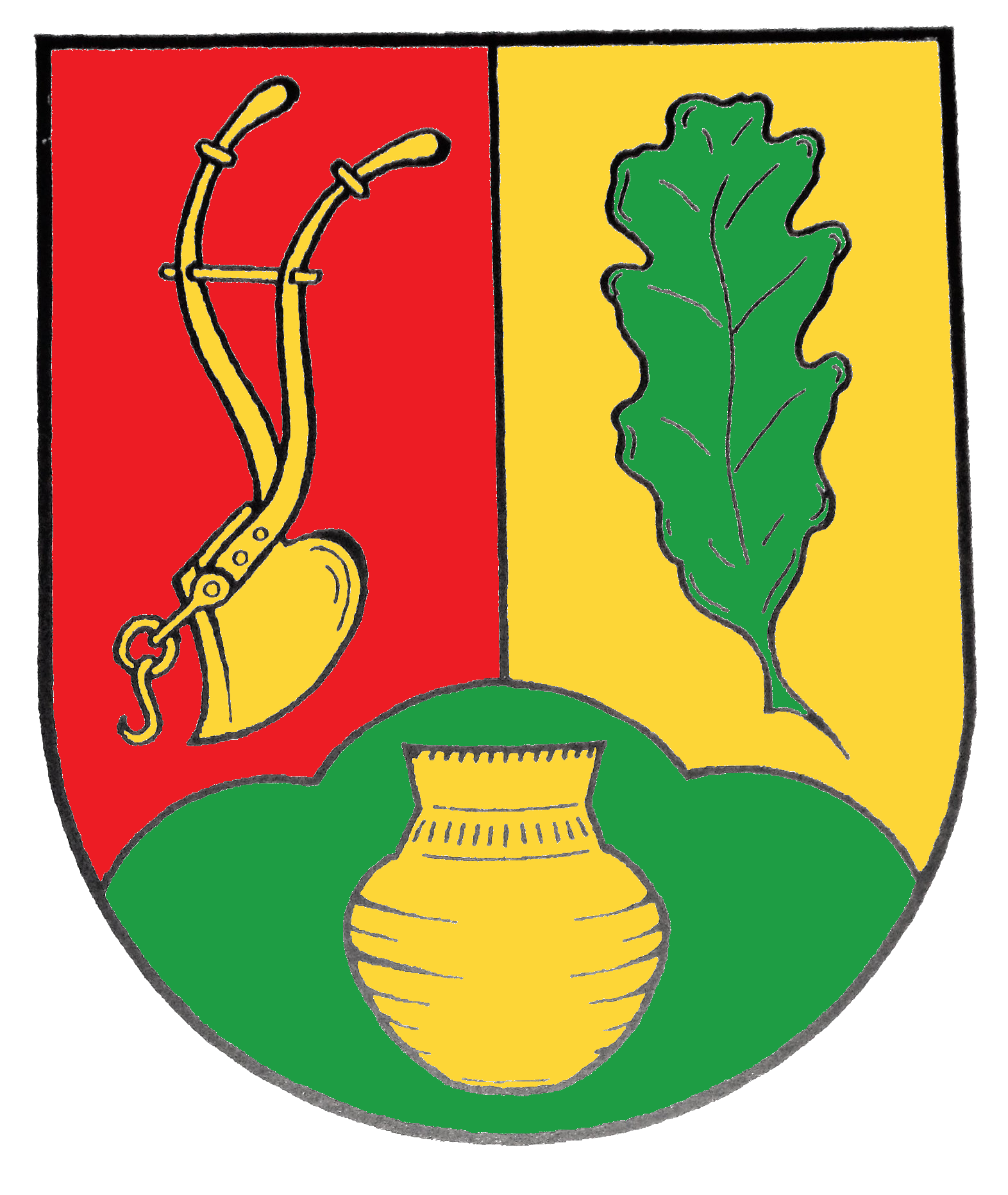
Hoysinghausen
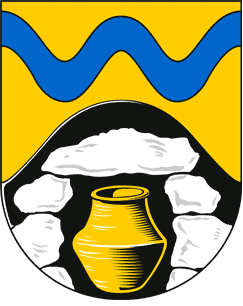
Bomlitz
Heinbockel
Rethwisch (Stormarn)
Tacherting